# Ценовое агентство Argus
Argus — международное независимое ценовое агентство, предоставляющее информацию о ценах и конъюнктуре рынков энергоносителей и других товаров.
Argus основан в 1970 году и является частной компанией, зарегистрированной в Великобритании.  Владельцами Argus являются акционеры из числа сотрудников компании, а также международная инвестиционная компания General Atlantic. Штаб-квартира находится в Лондоне. К 2022 году офисы агентства расположены в 25 мировых экономических и промышленных центрах, в том числе в Лондоне, Нью-Йорке, Хьюстоне, Сингапуре, Дубае, Пекине, Рио-де-Жанейро. На территории бывшего СССР у агентства также есть офисы в Астане, Киеве и Риге.
Компания рассчитывает ценовые котировки и проводит анализ международных товарно-сырьевых рынков, а также предлагает своим клиентам специализированные консалтинговые услуги и организует конференции по отраслевой тематике. Компании в 140 странах мира используют котировки Argus для расчёта контрактной стоимости физических поставок, в качестве эталонных цен на рынках производных финансовых инструментов, а также для анализа рынка и стратегического планирования. 
Argus занимается освещением рынков энергоносителей более 50 лет. На первоначальном этапе компания работала на нефтяном рынке, однако на настоящий момент Argus освещает всю энергетическую отрасль, включая рынки природного и сжиженного природного газа (СПГ), электроэнергии, угля, сжиженного углеводородного газа (СУГ), биотоплива и квот на вредные выбросы.
Как независимая организация, Argus объединяет более 1000 штатных сотрудников, имеет разветвлённую сеть корпунктов. Более половины сотрудников Argus — аналитики, специализирующиеся на освещении рынков физических поставок энергоносителей и других сырьевых товаров. Работа аналитиков состоит в написании ценовых обзоров и материалов, посвящённых ситуации на рынке.
Argus, наряду с Platts, считаются наиболее авторитетными агентствами на нефтяном рынке, публикующими цены на маркерные сорта нефти (Price Reporting Agencу).

## История

### 1970—1999
Компания была основана в 1970 году и начала выпуск еженедельного сервиса Europ-Oil Prices, которое освещало европейский рынок сырья и нефтепродуктов. В 1976 году название Argus впервые использовано в разделе котировок Europ-Oil Prices. В 1979 году Argus становится первой компанией, выпускающей ежедневный сервис о развивающемся спотовом рынке нефти. Первый еженедельный сервис назывался Argus Telex и освещал рынок сырья и нефтепродуктов. В 1984 году Argus Telex разделяется на два сервиса: Argus Crude (рынок нефти) и Argus European Products (европейский рынок нефтепродуктов).
В 1985 году Argus начинает освещать международные рынки нефтепродуктов в своих новых сервисах Argus Asia-Pacific Products (рынок нефтепродуктов Азиатско-Тихоокеанского региона) и Argus US Products (рынок нефтепродуктов США). Открываются офисы в Хьюстоне и Сингапуре. Сервис Europ-Oil Prices переименован в Weekly Petroleum Argus.
В 1993 году начинается выпуск сервиса Argus International LPG (международный рынок сжиженного углеводородного газа), которое восполняет недостаток ежедневной рыночной информации о рынке сжиженного углеводородного газа. Этот сервис вскоре превратился в источник базовых эталонов, которые используются при оценке спотовых партий топлива и поставок по долгосрочным контрактам, а также для оценки деривативных контрактов.
В 1995 году появляется сервис Argus European Natural Gas (европейский рынок природного газа), который стал первым проектом Argus за пределами нефтяного рынка. В том же году Argus начинает выпуск первого русскоязычного сервиса о рынке нефти в СНГ.
С 1997 года издаются Argus Global Markets (мировой рынок нефти и газа) и Argus Gas Connections (мировой рынок природного газа), — помимо уже занявших свою нишу обзоров Petroleum Argus, Argus Fundamentals (фундаментальные показатели рынка сырья), Argus LPG World и Argus FSU Energy (рынок энергетики стран СНГ). Эти аналитические сервисы публикуют мнения экспертов и фундаментальные данные. В них объясняется, как меняются рынки и указываются ключевые факторы и тенденции изменений.
С 1998 года начинают выходить Argus Latin Markets (рынок Латинской Америки) и Argus Asphalt Report (рынок битума), а также сервис Argus LatAm Energy (энергетический рынок Южной Америки), выходящий в свет дважды в месяц.
С 1999 года Argus начинает освещать рынок энергетики в ежедневном сервисе Argus European Electricity. Цель состояла в том, чтобы удовлетворить спрос на высококачественную информацию о рынках Европы, проходящих через процесс дерегуляции.

### 2000—2021
В 2000 году Argus приобретает активы Fieldston Publications и Target Research, включая сервисы, освещающие рынки угля, квот на вредные выбросы и железнодорожную отрасль, а также специализированные сервисы об энергетике Латинской Америки.
Argus получает звание Investor in People — престижную британскую награду за применение передовых методов в обучении и развитии персонала.
В 2001 году выходит несколько новых ценовых сервисов, включая Argus NGL Americas (рынок газового конденсата Южной и Северной Америки), Energy Argus Petroleum Coke (рынок нефтяного кокса) и Argus Coal Daily International (международный рынок угля).
В число новых аналитических сервисов вошли Argus Power Europe (рынок энергетики Европы) и Argus Asia Gas & Power (рынок газа и энергетики Азии), Argus Нефтетранспорт (на русском языке).
С 2002 года начинают издаваться англоязычные версии Argus Nefte Transport, освещающее рынок нефтетранспорта стран бывшего СССР и Argus Global Emissions — ежемесячный сервис о рынке квот на выбросы парниковых газов.
Argus впервые получает премию Королевы Елизаветы II за успехи в предпринимательстве в Великобритании.
В 2003 году выходит ценовой индекс угля Argus/McCloskey’s. Данный совместный сервис Argus и McCloskey Coal публикует котировки API 2, API 4 и API 6, которые используются в качестве ценовых ориентиров при торговле 90 % угольных деривативов на международном рынке.
С 2004 года Argus начинает выпуск первого сервиса на китайском языке, посвящённого ценам на мазут в Китае.
В 2005 году сервис Argus European Emissions Markets (европейский рынок квот на выбросы) появляется одновременно с началом торговли квотами на выбросы CO2 в Европе.
В начале года выходит первый номер ежемесячного сервиса Argus Global LNG, посвящённого международному рынку сжиженного природного газа (СПГ).
Argus открывает офис в Токио.
В 2007 году выходит Argus China Petroleum, ежемесячный сервис, посвящённый Китаю, как стране — потребителю энергоносителей, с самыми высокими темпами роста потребления.
Argus открывает бюро в Астане (Казахстан).
В 2008 году Argus начинает выпускать ряд новых сервисов, освещающих различные аспекты рынка энергоносителей и квот на вредные выбросы, в том числе Argus Biofuels (рынок биотоплива), Argus US Carbon (рынок квот на углеводородные выбросы США), Argus Jet Fuel (рынок авиационного топлива) и Argus US Ethanol (рынок этанола в США).
Новые офисы Argus открываются на Украине и в США — в Киеве и Нью-Джерси.
В 2009 году среди новых сервисов — Argus Natural Gas Americas (рынок природного газа в Северной и Южной Америке), Argus Biomass Markets (рынок биомассы). Argus приобретает компанию Economic Insight Publications.
Нефтяная госкомпания Саудовской Аравии Saudi Aramco объявила о переходе на эталонный Индекс сернистой нефти Argus (ASCI) при расчёте цен на экспортные поставки сырья в США.
Министерство экономики Бельгии начало использовать котировки Argus в формуле для расчёта максимально допустимой цены на нефтепродукты и сжиженный углеводородный газ на рынке Бельгии.
Argus во второй раз награждён премией Королевы Елизаветы II за успехи в предпринимательстве в Великобритании.
В 2010 году новые сервисы включают Argus Base Oils (рынок базовых масел), Argus US Electricity (рынок электричества в США) и «Argus Моторное топливо Украины».
Кувейт и Ирак также перешли на Индекс сернистой нефти Argus (ASCI) для расчёта цен на экспортные поставки нефти в США.
Argus открывает офис в Калгари, Канада.
Главный редактор Argus Иэн Бурн получает престижную награду за достижения в области журналистики от Международной ассоциации экономистов-энергетиков.
В 2011 году Argus приобретает компанию FMB Consultants Ltd (FMB), поставщика рыночных и аналитических сервисов об отрасли удобрений.
Среди новых сервисов о рынке энергетики — Argus LNG Daily (рынок СПГ) и Argus Middle East and Indian Ocean Products (рынок нефтепродуктов в регионе Ближнего Востока и Индийского океан).
В 2012 году Argus приобрёл агентство DeWitt, специализирующееся на освещении рынка нефтехимической продукции, а также компанию Fundalytics, сферой деятельности которой является фундаментальный анализ европейского рынка электроэнергии и природного газа.
Кроме того, компания запустила новые сервисы Argus FMB Sulphuric Acid, Argus FMB North American Fertilizer, Argus Mideast Gulf & Indian Ocean Products, а также «Argus Индексы экспортного паритета».
В число новых сервисов Argus вошёл обзор рынков коксующегося угля, а также форвардные цены на электроэнергию и газ в США. Вместе со своим партнёром компанией IHS McCloskey агентство Argus начало публиковать индексы, используемые при экспорте угля из Австралии в Китай.
В 2013 году Argus приобрёл компании TABrewer Consulting и Jim Jordan and Associates, специализацией которых является анализ рынка продуктов нефтехимии.
Argus запустил первый сервис Argus Steel Feedstocks, посвящённый металлургической отрасли, а также сервисы Argus Marine Fuels, «Argus Индексы экспортного паритета. Минеральные удобрения» и «Argus МТБЭ и высокооктановые компоненты», публикуется новый индекс угля API 10 для Колумбии (в сотрудничестве с IHS McCloskey).
Началась публикация еженедельного сервиса на турецком языке Argus Turkish Energy Markets (Argus Türkiye Enerji Piyasaları), в котором представлены котировки, комментарии трейдеров и обзор товарных рынков.
В 2014 году Чилийская государственная нефтяная компания Empresa Nacional del Petróleo (ENAP) начала использовать данные Argus о ценах на нефтепродукты. ENAP – одна из ведущих компаний энергетического сектора Латинской Америки, которая обеспечивает почти 65% совокупного спроса на нефтепродукты в Чили и производит примерно одну треть от всего объёма энергоносителей, потребляемых в стране.
Argus успешно прошёл независимую проверку своих котировок на товарно-сырьевых рынках, не являющихся рынками нефтепродуктов, которая была инициирована Международной организацией комиссий по ценным бумагам (IOSCO). 
Argus приобрёл Metal-Pages – специализированный сервис по предоставлению ценовой и аналитической информации о рынках металлов и сплавов с особыми свойствами, редкоземельных металлов и ферросплавов. Данное приобретение позволило существенно расширить спектр информации о металлургической отрасли, предоставляемой агентством. 
Открыт офис Argus в Шанхае (Китай). 
В 2015 году Argus приобрёл сервис Metal-Prices.com, в результате чего объём информации о рынках металлов был дополнительно увеличен. 
Argus прошёл четвёртый аудит своих ценовых индикаторов, который в этот раз впервые включал проверку котировок нефтехимической продукции и удобрений.
Открыты офисы Argus в Киеве (Украина) и Риге (Латвия). 
В 2016 году организация стран-экспортёров нефти (ОПЕК) начала пользоваться услугами Argus как внешнего поставщика информации об эталонных ценах на всех рынках энергоносителей. С 1 января котировки Argus используются для расчёта стоимости «нефтяной корзины ОПЕК», имеющей большое значение для рынков нефти. 
В мае 2016 Argus объявил о подписании соглашения о стратегическом партнёрстве с ведущим мировым фондом прямых инвестиций General Atlantic. В соответствии с соглашением, фонд прямых инвестиций General Atlantic приобрёл мажоритарный пакет акций Argus, что в перспективе позволит агентству значительно ускорить своё глобальное развитие. Исполнительный председатель совета директоров и издатель Argus Эдриан Бинкс (Adrian Binks), руководящий компанией более 30 лет, продолжит работу в Argus и сохранит в новой структуре большую часть своей доли акционерного капитала. Сотрудникам, владеющим акциями, также будет предоставлена возможность остаться инвесторами Argus, в то время как семья основателя компании продаст свою долю. 
В 2017 г. начата публикация издания Argus Mexico Fuel Markets, освещающего рынок нефтепродуктов Мексики. Растет активность использования котировок Argus для расчета стоимости топлива в контрактах, в том числе в тендерах на импорт бензина и дизельного топлива в Перу, при экспортных поставках нафты из Индии и при импорте угля в Японию. Argus вновь успешно проходит ежегодный аудит котировок в соответствии с требованиями IOSCO. Генеральный директор компании Эдриан Бинкс удостоен престижной награды «предприниматель года», а Argus входит в десятку лидеров в рейтинге ведущих компаний Великобритании.
В 2018 г. Argus вводит новые котировки для топлива в ЮАР, экспортных рынков нефти из США, импорта нефти в Китай, малосернистого мазута на международном рынке, авиакеросина с доставкой в Бразилию, природного газа на рынке Украины, нефти с доставкой в Европу и рынков биотоплива в Китае. 
Увеличивается использование котировок Argus в целях индексации, анализа затрат и налогообложения. Энергетическое агентство Бразилии выбирает Argus для расчета государственных субсидий на дизельное топливо. Казахстан начинает использовать Argus для определения цен на экспортную серу и расширяет применение котировок Argus для СУГ. Таджикистан выбирает Argus в качестве ценового ориентира в рамках диверсификации импорта СУГ. Италия выбирает котировки СПГ Argus при расчете затрат на регазификацию.
В 2018 г. Argus приобретает компанию Integer Research, занимающуюся анализом рынка удобрений, химических продуктов и металлов.
В 2019 г. Argus расширяет освещение рынков мазута с низким содержанием серы по мере приближения IMO 2020.
В 2019 г. Argus приобретает немецкое ценовое агентство OMR.
В 2020 г. Argus приобретает ценовое агентство Agritel, специализирующееся на рынках сельскохозяйственной продукции.
Агентство начинает публикацию форвардных котировок газа для новой виртуальной торговой площадки (ВТП) Германии в рамках подготовки к слиянию торговых площадок NCG и Gaspool в 2021 г., а также первого индекса цен на СУГ для внутреннего рынка Китая.
В 2021 г. Argus открывает офис в Мумбаи.

### Деятельность
Argus публикует котировки, индексы и другую ценовую информацию, статистические данные, аналитические материалы, организует конференции и оказывает консалтинговые услуги.

### Освещаемые рынки
Argus освещает мировые товарно-сырьевые рынки: нефти, нефтепродуктов, природного газа, электроэнергии, угля, квот на выбросы, биотоплива, минеральных удобрений, продуктов нефтехимии, металлов, транспортировки этих товаров, зеленого аммиака и водорода.

### Использование котировок
Котировки Argus используют участники рынка: трейдеры, риск-менеджеры, аналитики, финансисты, специалисты в области планирования, топ-менеджеры, а также сотрудники министерств, регулирующих и налоговых органов, банков и бирж. Argus является официальным источником ценовой информации для правительств Казахстана, Туркменистана, Великобритании, Бельгии и других государств.
Деятельность Argus отвечает высочайшим требованиям международных рыночных регуляторов, в том числе Принципам для нефтяных ценовых агентств, опубликованным Международной организацией комиссий по ценным бумагам (IOSCO). Эталонные котировки агентства регулярно проверяются как подразделениями внутреннего контроля, так и независимыми международными аудиторскими компаниями. В своей работе сотрудники Argus следуют требованиям редакционного кодекса компании и своду этических норм.

### Argus в странах бывшего СССР
В странах бывшего СССР Argus работает с 1994 г.
Котировки Argus официально используются при формировании стартовых цен на коммерческих аукционах по реализации сжиженного углеводородного газа, производимого украинскими государственными компаниями. Украинские таможенные органы используют ценовую информацию агентства для расчётов размеров налоговых платежей. Argus публикует информацию о ценах на моторное топливо и сжиженный углеводородный газ производства украинских и зарубежных заводов, а также обзоры конъюнктуры украинского рынка и анализ ситуации с импортными поставками, производством и потреблением топлива.
Сервисы Argus входят в перечень официальных источников информации для правительств Казахстана и Туркменистана. Предоставляемая агентством информация используется налоговыми органами Казахстана в рамках закона о трансфертном ценообразовании и государственными органами Туркменистана для формирования цен на экспортные партии нефти, нефтепродуктов, сжиженного углеводородного газа (СУГ) и продуктов нефтехимии. Argus публикует котировки нефти и нефтепродуктов в Казахстане, Киргизии, Узбекистане, Таджикистане, Туркменистане и Афганистане, а также стоимость услуг по транспортировке наливных и сухих грузов в Каспийском регионе.

### Офисы
Офисы агентства расположены в 25 мировых экономических и промышленных центрах, в том числе в Лондоне, Нью-Йорке, Хьюстоне, Сингапуре, Дубае, Пекине, Рио-де-Жанейро.

### Сотрудники
Штат компании превышает 1000 человек, более половины из них — аналитики. В своей работе они придерживаются жёстких внутренних стандартов и требований деловой этики, направленных на исключение конфликта интересов.

### Товарные знаки
ARGUS, the ARGUS logo, ARGUS MEDIA, ARGUS DIRECT, ARGUS OPEN MARKETS, AOM, FMB, DEWITT, JIM JORDAN & ASSOCIATES, JJ&A, FUNDALYTICS, METAL-PAGES, METALPRICES.COM, наименования изданий ARGUS и наименования индексов ARGUS являются товарными знаками, принадлежащими Argus Media Limited (www.argusmedia.com).